# Hexarthrius aduncus
Hexarthrius aduncus là một loài bọ cánh cứng trong họ Lucanidae. Loài này được JORDAN mô tả khoa học năm 1894.